# Fritz Gerhard Lottmann
Fritz Gerhard Lottmann (* 7. Oktober 1880 in Emden; † 2. September 1918 in Oldenburg) war ein ostfriesischer Schriftsteller und Heimatdichter.

## Leben und Wirken
Fritz Gerhard Lottmann wurde am 7. Oktober 1880 als drittes von sieben Kindern des Auktionators Christoffer Hinderks Lottmann und der Ehefrau Sophie Marie, geborene Lüpkes, in Emden geboren. Der Vater entstammte einer alten friesischen Familie, unter den Vorfahren der Mutter waren Hugenotten.
Lottmann besuchte das Gymnasium in Emden, welches er ein Jahr vor dem Abitur verließ und ließ sich in Münster und Bonn zum Landmesser ausbilden.
1903 arbeitete er in Witten und ein Jahr später in Sonderburg auf Alsen. Hier lernte er seine Frau Elisabeth Forster kennen, die er im Juni 1906, zurückgekehrt nach Emden, heiratete.
1907 wurde Sohn Gerhard geboren, 1908 die Tochter Nora.
Lottmann wurde Teilhaber eines Vermessungsbüros in Witten. 1910 machte er das Abitur in Harburg (Elbe) nach und immatrikulierte sich in Gießen für Landwirtschaft, Physik und Geologie, 1911 promovierte er. Für das Angebot einer Professur in Montevideo gab er noch 1911 seine Existenz in Deutschland auf, doch das Angebot wurde Anfang 1912 zurückgezogen; Lottmann kam dadurch in finanzielle Bedrängnis.
Nach einer kurzen Übergangszeit als landwirtschaftlicher Versicherungsvertreter eröffnete er zusammen mit seiner Frau im Februar 1913 in Oldenburg ein privates Nachhilfeinstitut.
Nach Kriegsausbruch gelang es dem überzeugten Pazifisten sich bis Sommer 1916 dem Kriegsdienst zu entziehen – er schrieb in dieser Zeit den plattdeutschen Roman „Dat Hus sünner Lücht“ – und wurde dann eingezogen. Über Genf kam er wegen einer Herzschwäche nach Rastede. 1918 gelang es ihm, einen Verleger für seinen Roman zu begeistern.
Im August 1918 erkrankte er an der auf dem europäischen Festland wütenden Spanischen Grippe und starb am 2. September in seinem Haus in Oldenburg.
Lottmann schrieb den ersten größeren Roman in ostfriesischem Plattdeutsch und erregte damit in Nordwestdeutschland großes Aufsehen. Die Handlung von „Dat Hus sünner Lücht“ ist angelehnt an das Leben und Wirken seines Großvaters Fritz Wiarda Lüpkes, der als Hauptlehrer in Oldersum wirkte, in vielen Typen des Romans lassen sich Personen aus Oldersum erkennen. Durch den frühen Tod blieben weitere Werke, die Lottmann begonnen hatte, unvollendet.

## Werke
- Freyse Staatjes und Lieder eines wandernden Friesen. Emden 1905 (unter Pseudonym Fritz Fresenus)
- Aura Academica. Roman. Leipzig 1906
- Dat Hus sünner Lücht. Plattdeutscher Roman. Hamburg 1919, als Reprint 1989 beim Schuster Verlag, Leer
- mehrere unveröffentlichte Stücke (Romane, Dramen)